# ستيفن بارلو
ستيفن بارلو (بالإنجليزية: Stephen Barlow)‏ هو ملحن بريطاني، ولد في 30 يونيو 1954.

## وصلات خارجية
- ستيفن بارلو على موقع IMDb (الإنجليزية)
- ستيفن بارلو على موقع ميوزك برينز (الإنجليزية)
- ستيفن بارلو على موقع ديسكوغز (الإنجليزية)